# Abderrahim Ouakili
Abderrahim Ouakili (Rabat, 11 dicembre 1970 – Germania, 18 dicembre 2023) è stato un calciatore marocchino, di ruolo centrocampista.